# Флоридабланка, Хосе Моньино и Редондо
Хосе́ Моньи́но-и-Редо́ндо граф Флоридабла́нка (исп. José Moñino y Redondo, conde de Floridablanca; 21 октября 1728, Мурсия — 30 декабря 1808, Севилья) — испанский государственный деятель, граф.

## Биография
Происходя из знатной, но обедневшей фамилии, он возвысился только благодаря своему таланту, трудолюбию и знаниям. Его внимание было направлено на улучшение экономического состояния народа, на поднятие и облагорожение нравов и обычаев; наука, искусство и народное образование были предметом его особенных забот, но вместе с тем он был врагом самостоятельности народа и децентрализации в управлении, в чем расходился с Педро Родригесом Кампоманес: одним словом, это был типичный представитель эпохи просвещенного абсолютизма, государственный человек в духе XVIII века, стремившийся к разностороннему развитию народных сил, но без содействия самого народа, при помощи правительственных мероприятий, придуманных и приводимых в исполнение чиновниками; он защищал церковь только под условием её подчинения государственному абсолютизму.
Во внутренней деятельности он имел сравнительно мало успеха, потому что народ отличался косностью и отсталостью, чиновники были невежественны и не сочувствовали его преобразованиям; во всех отраслях управления и во всех сторонах народной жизни господствовало полнейшее расстройство.
Лучших результатов достигла его внешняя политика. Как автор доклада (1767), приведшего к изгнанию иезуитов, он был в 1772 году отправлен послом к Папе Клименту XIV, при котором сделался вождем антииезуитской партии и, влияя на Папу настойчиво, умно и решительно, добился издания знаменитой буллы «Dominus ас redemptor noster» (16 августа 1773 года), уничтожавшей орден иезуитов.
В 1777 году он заменил маркиза дe Эскилаче (исп. Marqués de Esquilache) во главе министерства. Усердно заботился о проведении дорог, каналов, об улучшениях в земледелии, о развитии торговли, для чего был основан Национальный банк. Ему удалось удержаться на своем посту до конца царствования Карла III и еще 3 года при Карле IV. Чем дальше он оставался во главе управления, тем недостойнее он держал себя по отношению к королеве и её любимцу Годою, беспрекословно повинуясь их прихотям и произволу.
Французская революция вызвала со стороны Флоридабланка крайнее развитие деспотизма, чтобы этим охранить Испанию от революционных бурь. Реакция все больше охватывала его, он все больше терял почву под ногами; пережив падение своих единомышленников в деле реформ, как Кабарруса, Ховельяноса и Кампоманеса, он видел, как все пошло назад, но не решался отказаться от власти и уйти своевременно. Он сблизился с Португалией, заключил торговый договор с турецким султаном и политический с Гайдер-Али против англичан; в войне против последних он выказал (в течение 5 лет) большие дипломатические способности. После бомбардировки Алжира ему удалось подавить пиратство на Средиземном море и Атлантическом океане; затем он установил свободу торговли с Америкой.
В конце своего управления он был оттеснен от внутренних дел и ограничен делами внешней политики. В 1792 году он получил отставку, отдан под суд и освобожден окончательно лишь после Базельского мира.
В глубокой старости он был сделан президентом центральной хунты в Аранхуэсе, но всеобщее движение против французов требовало новых идей и новых средств, а Флоридабланка держался прежней системы управления, прежнего формализма, и потому на новом посту принес больше вреда, чем пользы, национальному делу.